# 듀얼 게이지

듀얼게이지의 개략도

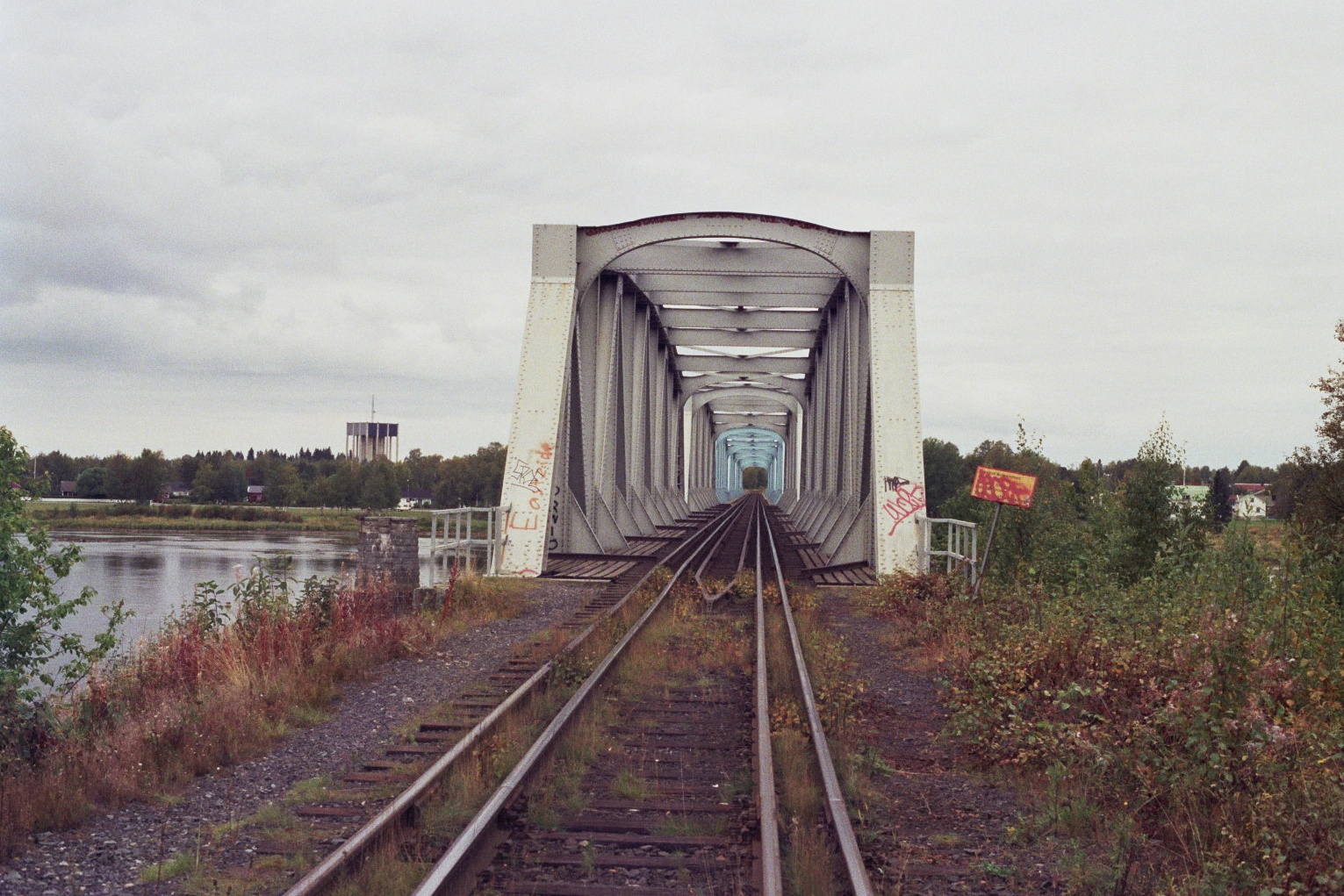
스웨덴 하파란다와 핀란드 토르니오 사이에 설치된 4선궤. 표준궤와 러시아 궤가 같이 설치되어 있다.

듀얼 게이지 또는 3선, 4선(한국에서는 쌍궤(雙軌)라고도 함)은 철도의 궤간 문제에 따른, 두 궤간의 혼승을 위해 만든 구간이다. 보통 광궤와 표준궤, 케이프 구간과 표준궤 등이 제일 많은 듀얼게이지 선로이다. 시베리아 철도 (러시아 궤간와 표준궤의 동시 사용)이 대표적이다.

## 개념
만일 케이프 궤간의 열차가 표준궤로 진입하거나, 표준궤의 열차가 케이프 궤간에 진입하면 매우 큰 탈선사고로 이어질 가능성이 크다. 그렇기 때문에, 선로를 3선 또는 4선으로 배치하게 된다. 다만 이중 3선은 한 선로의 마모율이 높기 때문에 더 많은 유지비를 필요로 한다. 그러나 스코틀랜드 궤간과 표준궤는 큰 차이가 나지 않기 때문에 4선으로 하기가 힘드므로, 3선으로 운영하는데 사용하지 않는 경우도 있다. 예를 들어, 러시아 궤간인 1520mm, 1524mm는 큰 차이가 나지 않아 탈선 우려가 나지 않는다. 그럼으로 인해 3,4선궤는 설치되지 않고, 약간씩 선로가 벌어진다. 3선이 만나는 경우(유럽에서 이베리아 궤간, 표준궤, 러시아 궤간 이 한번에 만나는 경우)는 트리플 게이지라 하여 5선, 6선 등의 복잡한 구조로 이어진다.

## 사용 예
- 과거 대한민국 수원역 수인선, 수려선 승강장, 그리고 수원역 인근 철로에 3선궤가 설치되어 있었다.
- 과거 삼지연선을 혜산역까지 운행하기 위해 혜산역-위연역 구간이 혼합궤였다. 그러나 삼지연선은 표준궤로 개궤되었다. 보천선은 개궤되지 않았는데 삼지연선과 보천선 사이에 혼합궤 구간이 있는지는 불명이다.
- 스페인, 포르투갈의 이베리아 궤간과 표준궤와의 교차.
- 일본 국유 철도와 JR 신칸센이 만나는 케이프 궤간과 표준궤의 교차.
- 시베리아 철도 러시아 궤간와 표준궤의 교차.

## 같이 보기
- 일본의 궤간 변경에 관한 논쟁